# Martin Engberg
Martin Engberg, född 21 november 1974, är en svensk författare och före detta redaktör för tidskriften Ord&Bild. 
Engberg är ursprungligen från Arboga, men bor i Göteborg. Åren 2002–2004 studerade han litterär gestaltning vid Göteborgs universitet. Engberg grundade 2005 litteraturtidskriften jmm tillsammans med Mats Kolmisoppi och Øystein Mentzoni. 2006 debuterade han som författare med novellsamlingen Tecknen runt huset, den följdes 2010 av romanen Stjärnpalatset. I januari 2013 utkom romanen Ta skada.
Engberg bildade tillsammans med Mattias Hagberg föreningen Skrift 2015. Föreningen ordnar bland annat Göteborgs romanfestival sedan 2017, i samarbete med Folkuniversitetet, Göteborgs Litteraturhus och Kultur i Väst.